# Mathieu Bragard
Mathieu Bragard (ur. 10 marca 1895 w Malmedy, zm. 19 lipca 1952) – belgijski piłkarz występujący podczas kariery na pozycji napastnika. Złoty medalista z Antwerpii.

## Życiorys
Bragard całą swoją karierę klubową spędził w RCS Verviétois.
Debiut w reprezentacji Belgii zaliczył 26 kwietnia 1914 roku w przegranym 4:2 towarzyskim meczu z reprezentacją Holandii. Pierwszego gola w kadrze strzelił w półfinałowym meczu Letnich Igrzysk Olimpijskich 1920, także przeciwko reprezentacji Holandii. Belgowie wygrali ten mecz, a następnie cały turniej. Ogólnie w kadrze strzelił 5 bramek w 7 meczach.

### Występy w reprezentacji w danym roku
| Reprezentacja | Rok     | Mecze | Bramki |
| ------------- | ------- | ----- | ------ |
| Belgia        | 1914    | 1     | 0      |
| Belgia        | 1920    | 2     | 1      |
| Belgia        | 1921    | 4     | 4      |
| Ogólnie       | Ogólnie | 7     | 5      |